# Anisopilothrips venustulus
Anisopilothrips venustulus (лат.) — вид трипсов, единственный в составе рода Anisopilothrips Stannard & Mitri, 1962 из семейства Thripidae (Thysanoptera).

## Распространение
Зарегистрирован широко по всему миру в тропических районах, но, по-видимому, не с континента Африки и не из Индии, а в Китае только с юга.

## Описание
Мелкие насекомые с четырьмя бахромчатыми крыльями. Самка макроптерная. Голова шире длины, сильно сетчатая, слегка выступает перед глазами; глазничная область приподнята; затылочный гребень отсутствует, щёки сужены в основании; одна пара заднеглазничных волосков; нижнечелюстные пальпы 2-сегментные. Антенны 8-сегментные, сегмент I без парных дорсо-апикальных волосков; III с вильчатым чувствительным конусом, IV с одним вильчатым и одним простым чувствительным конусом. Пронотум сильно сетчатый, без длинных волосков. Мезонотум сетчатый с полным срединным продольным делением, переднемедианные кампановидные сенсиллы отсутствуют. Метанотум с сильной сетчатостью медиально, срединные волоски за передним краем, кампановидные сенсиллы присутствуют. Переднее крыло с передними бахромчатыми ресничками длиннее костальных; первая жилка с широким промежутком в ряду волосков, дистальнее две волоски; вторая жилка с рядом из шести волосков; клавус с четырьмя жилковыми, но без дискальных волосков; заднемаргинальные бахромчатые реснички волнистые. Ноги с сильной сетчатостью, лапки 1-сегментные. Тергиты без ктенидий, с целым краспедумом; тергит II с группой крепких изогнутых микротрихий переднелатерально; III—VII с приподнятой скульптурой латерально; VIII задний край без гребня; IX без передней кампановидной сенсиллы; X срединная щель полная. Стерниты с двумя субмедианными скоплениями круглых ареол, соединённых параллельными полосками, краспедум по заднему краю целый; II—VII с тремя парами постеромаргинальных волосков, VII с двумя маленькими дополнительными волосками у заднего края. Предположительно, питается листьями, но имеет мало специфических растений-хозяев, хотя в различных местах на Гавайских островах этот вид был найден обычно на Alyxia stellata (Кутровые).

## Классификация
В подсемействе Panchaetothripinae род Anisopilothrips разделяет сходство с семью родами, входящими в группу Astrothrips, или Tryphactothripini, наличие парной группы изогнутых стержневых микротрихий переднелатерально на втором брюшном тергите.